# Skarveskjæret
Skarveskjæret est une île norvégienne du comté de Hordaland appartenant administrativement à Austevoll.

## Description
Il s'agit de quatre rochers isolés, à fleur d'eau, s'étendant sur environ 60 m de longueur pour une largeur approximative de 15 m. 